# Cuballing
Cuballing ist eine Gemeinde, die in der Wheatbelt Region von Western Australia, auf dem Great Southern Highway gelegen ist. Sie liegt zwischen Pingelly und Narrogin, 177 Kilometer von Perth entfernt. Nach der Volkszählung von 2016 wohnten in Cuballing 458 Menschen.

## Geschichte
Der Name der Gemeinde leitet sich von der Aborigines-Sprache ab und wurde zuerst in einem Mietvertrag im Jahr 1868 in Bezug auf einen nahen Tümpel verwendet. Zuvor wurde der Ort Cubballing oder Cooballing buchstabiert. 1899 wurde der Ort offiziell bekannt gemacht. Er war einer der ursprünglichen Bahnhaltepunkte der Great Southern Railway. Circa 1903 wurden eine Schule und ein Bürgermeisteramt eingerichtet. Die Gemeinde wurde im Jahre 1961 Ratssitz des Shires.
Die Gemeinde hat sich nicht entwickelt bis nach den 1920er Jahren, vermutlich wegen der Größe und der wirtschaftlichen Möglichkeiten in Narrogin. 1946 wurde die Schule geschlossen.